# Anthreptes anchietae
Anthreptes anchietae là một loài chim trong họ Nectariniidae.